# Neoaliturus carbonarius
Neoaliturus carbonarius är en insektsart som beskrevs av Mitjaev 1971. Neoaliturus carbonarius ingår i släktet Neoaliturus och familjen dvärgstritar. Inga underarter finns listade i Catalogue of Life.